# The Wicker Man (1973)
The Wicker Man ist ein britischer Spielfilm aus dem Jahr 1973, der Elemente des Kriminalfilms, des Folk-Horrorfilms und des Musicals kombiniert. Die Hauptrollen spielten Edward Woodward, Christopher Lee und Britt Ekland. Regie führte Robin Hardy.

## Handlung
Der tiefreligiöse Polizeibeamte Neil Howie erhält einen anonymen Brief, der ihn auf die abgelegene schottische Insel Summerisle führt. Laut diesem Schreiben ist ein zwölfjähriges Mädchen namens Rowan Morrison zwei Monate zuvor spurlos verschwunden; die Bewohner der Insel hüllen sich in Schweigen über ihren Verbleib. Dies bemerkt Sergeant Howie sofort nach seiner Ankunft. Der Hafenmeister und einige Umstehende wollen niemals von einem Mädchen dieses Namens gehört haben und erkennen sie scheinbar auch nicht auf der Fotografie, die dem Brief beigelegt war. Noch verwirrender ist Howies Besuch bei May Morrison, ihrer vermeintlichen Mutter, denn auch sie behauptet, dieses Mädchen noch nie gesehen zu haben.
Weitaus verstörender ist für den streng christlichen Sergeant, dass die Inselbewohner offenbar einem uralten heidnischen Fruchtbarkeitskult anhängen und abends, ohne jede Scham, auf dem Rasen vor dem örtlichen Gasthaus, in aller Öffentlichkeit eine leidenschaftliche Orgie zelebrieren.
Am nächsten Tag besucht er die örtliche Schule, wo er im Hauptbuch der Schule auf den Namen Rowan Morrison stößt. Die Lehrerin, Miss Rose, erklärt ihm, dass das Mädchen vor zwei Monaten gestorben sei. Ihr Grab befindet sich auf dem Friedhof hinter der völlig verfallenen Gemeindekirche, allerdings ohne Grabstein. Der verschrobene Gärtner hat auf ihrem Grab einen Baum gepflanzt und ein Stück ihrer Nabelschnur um einen der Äste gewickelt.
Howie sucht daraufhin das Einwohneramt auf und fordert Einsicht in Rowan Morrisons Totenschein, aber ein solcher existiert nicht. Allmählich kommt ihm der Verdacht, dass das Mädchen einem Verbrechen zum Opfer gefallen ist, welches die gesamte Gemeinde zu vertuschen versucht. Um sich endlich Klarheit über die Merkwürdigkeiten, die ihm widerfahren, zu verschaffen, begibt er sich zum Schloss des Eigentümers der Insel, des exzentrischen Lord Summerisle. Dieser klärt ihn unter anderem über die in vielen Fällen seltsam anmutenden Bräuche der Bewohner auf. Sein Großvater hatte die Insel gekauft, um landwirtschaftliche Versuche mit robusterem Saatgut und eigens für die teilweise rauen Bedingungen auf Summerisle gezüchteten Früchten zu machen. Gleichzeitig begann er ein soziologisches Experiment, indem er die Inselbewohner zum „alten Glauben“, zum Glauben an die Naturgötter, zurückführte, um deren Segen für reiche Ernten einzuholen. Was sein Großvater als Mittel zum Zweck begonnen hatte, setzte sein Vater aus Begeisterung fort und auch Lord Summerisle selbst fühlt sich diesem Glauben zugehörig.
Zurück im Ort recherchiert Howie in der Bibliothek über die Praktiken und Riten heidnischer Kulte und stößt dabei auf eine zeremonielle Prozession, auf deren Höhepunkt ein Menschenopfer dargebracht wird. Da es im letzten Jahr eine Missernte auf der Insel gegeben hatte, ist Howie nun überzeugt, dass Rowan Morrison noch am Leben ist und als Opfer für das am nächsten Tag stattfindende Maifest auserkoren worden ist.
In dieser Nacht macht Willow, die Tochter des Wirts, Howie im Gasthaus eindeutige Avancen, indem sie nackt in ihrem Zimmer singt und tanzt und mit den Händen an die Wand schlägt. Howie widersteht nur mit äußerster Willensanstrengung dem Drang, zu ihr zu gehen.
Als er am nächsten Tag, dem ersten Mai, kraft seines Amtes als Polizeibeamter sämtliche Häuser vergeblich nach Rowan durchsucht, stößt er auf eine Gruppe von Inselbewohnern, angeführt von Lord Summerisle, die den rituellen Umzug, zu dem Kostüme und Tiermasken aller Art gehören, vorbereiten. Howie schlägt den Wirt MacGreagor bewusstlos und mischt sich in dessen Narrenkostüm unter die Feiernden. Lord Summerisle führt die Prozession zunächst zu einem Steinkreis und schließlich hinunter an den Strand, wo dem Sonnengott ein großes Fass Bier geopfert wird. Danach wenden sich alle dem Eingang einer Höhle zu, aus der Rowan Morrison, in ein weißes Kleid gehüllt, herausgeführt wird. Howie schlägt sich zu ihr durch, löst ihre Fesseln und flieht mit ihr zurück in die Höhle, in der es, wie Rowan behauptet, einen zweiten versteckten Ausgang geben soll.
Dort aber werden die beiden bereits von Lord Summerisle und den anderen erwartet. Howie muss erkennen, dass sämtliche Ereignisse der letzten Tage nur inszeniert waren, um ihn genau an diesem Tag zu dieser Stelle zu locken. Denn nicht Rowan Morrison, sondern er, Neil Howie, soll als Menschenopfer fungieren. Nachdem sie ihn überwältigt und im Zuge eines weiteren Rituals gesalbt und in ein weißes Leinengewand gekleidet haben, führen die Inselbewohner Howie auf einen Hügel und sperren ihn in eine gewaltige geflochtene Weidenfigur, den Wicker Man, in der sich auch Tiere als weitere Opfergaben befinden. Nach einem Gebet zu Ehren des Sonnengottes und der Göttin der Erde und des Ackerbaus stecken sie das Gebilde in Brand. Howie verbrennt darin bei lebendigem Leib, während die versammelten Inselbewohner singend um den riesigen Weidenmann herumstehen.

## Kritiken
Das Horror-, Fantasy- und Science-Fiction-Magazin Cinefantastique bezeichnete The Wicker Man als den „Citizen Kane des Horrorfilms“.

„Ein ungewöhnlich intensiver Horrorfilm ohne grobe Schockeffekte, der eine Atmosphäre des permanenten Schreckens erzeugt. Die zeitgeistigen Anspielungen auf Naturkulte und ‚freie Liebe‘, die suggestive Musik sowie irritierende Momente wie Gesangseinlagen, poetische Zitate und die exzentrische Zeichnung von Figuren und Ort hoben das Werk bereits zur Entstehungszeit in den Rang eines Kultfilms.“

„Folkloregrusel mit Sogwirkung.“

Das British Film Institute wählte The Wicker Man im Jahr 1999 auf Platz 96 der besten britischen Filme aller Zeiten.

## Hintergrund
Nach Abdrehen des Filmes waren sich Produzenten und Macher des Films sehr uneins über dessen Qualität; er wurde massiv gekürzt; die Rechte für die Vereinigten Staaten sicherte sich Roger Corman. Das Werk wurde erst mit erheblicher Verzögerung in Großbritannien gezeigt. Es existieren eine kurze und eine 92 Minuten lange Director’s-Cut-Version, die für US-Kinos gedacht war. Eine deutlich längere Fassung, die der Regisseur eigentlich für die Veröffentlichung in britischen Kinos vorgesehen hatte, gilt als verschollen.

## Synchronisation
Im November/Dezember 2021 erschien der Final Cut von The Wicker Man auf dem Label Birnenblatt Home Video in einer dreiteiligen Box erstmals in einer von der Mixwerk Synchron GmbH erstellten deutschen Synchronisation. Gerd Naumann schrieb das Dialogbuch und führte Regie. In der Synchronfassung wurden die Lieder im englischen O-Ton belassen. Die Sprecher dieser 2020 erstellten Synchronfassung:
| Rolle            | Darsteller      | Synchronsprecher          |
| ---------------- | --------------- | ------------------------- |
| Lord Summerisle  | Christopher Lee | Reinhard Kuhnert          |
| Sergeant Howie   | Edward Woodward | Bernd Vollbrecht          |
| Willow           | Britt Ekland    | Marieke Oeffinger         |
| Miss Rose        | Diane Cilento   | Liane Rudolph             |
| Hafenmeister     | Russell Waters  | Frank Glaubrecht          |
| Alder MacGreagor | Lindsay Kemp    | Viktor Neumann            |
| Bibliothekarin   | Ingrid Pitt     | Heide Domanowski          |
| Broome           | Roy Boyd        | Sebastian Christoph Jacob |
| May Morrison     | Irene Sunters   | Daniela Hoffmann          |
| Myrtle Morrison  | Jennifer Martin | Alma van Cauwelaert       |
| Oak              | Ian Campbell    | Marko Bräutigam           |
| Rowan Morrison   | Gerry Cowper    | Keren Hochberg            |
| T.H. Lennox      | Donald Eccles   | Lothar Blumhagen          |
| Totengräber      | Aubrey Morris   | Lutz Mackensy             |

## Neuverfilmung
Im Jahr 2006 entstand unter der Regie von Neil LaBute eine gleichnamige Neuverfilmung. Der Film wurde unter anderem von Nicolas Cage produziert, der ein großer Bewunderer des Originals ist und auch die Hauptrolle übernahm. Die Neufassung wurde von der Kritik einhellig verrissen und war kommerziell erfolglos.

## Heimkino-Veröffentlichungen
- The Wicker Man –  2 Disc Special Edition (OmU), 23. Januar 2009, Kinowelt Home Entertainment
- The Wicker Man – Special Edition, 13. Februar 2012, Zweitausendeins
- The Wicker Man –  Final Cut Collector's Edition, 20. Juli 2017, Arthaus / Studiocanal
- The Wicker Man –  Final Cut, 7. April 2022, Arthaus / Studiocanal, erstmals auf Deutsch synchronisiert[10]
- The Wicker Man – 2 Disc Final Cut + Director’s Cut + Kinofassung (4K restauriert), 21. Sep. 2023, Arthaus / Studiocanal

## Sonstiges
- Christopher Lee war bereit, ohne Gage zu arbeiten, da er nicht nur für Horrorfilme angefragt werden wollte, nachdem er durch seine Rollen als Frankensteins Kreatur und Dracula bekannt und erfolgreich geworden war.[11] Lee bezeichnete die Rolle des Lord Summerisle zeitlebens als eine seiner Lieblingsrollen.
- Der Regisseur Robin Hardy hatte ursprünglich vor, die Rolle des Sergeant Howie mit Michael York zu besetzen. Als dieser jedoch nicht abkömmlich war, war David Hemmings im Gespräch für den Part, ehe schließlich Edward Woodward besetzt wurde.
- Da Britt Ekland während der Dreharbeiten von The Wicker Man bereits mit ihrem Sohn Nikolaj schwanger war, wurde ein Körper-Double für die Ganzkörperaufnahmen ihrer Nacktszene engagiert. Die Rolle der Schwedin wurde außerdem von der Schauspielerin und Sängerin Annie Ross nachsynchronisiert, da ein schottischer Akzent wichtig war.
- Gedreht wurde 1972 in Dumfries and Galloway, Südwest-Schottland. Britt Ekland bezeichnete den Drehort als „den finstersten Ort auf Erden“, weswegen sich die Produzenten bei der Lokalpresse und den ortsansässigen Menschen entschuldigen mussten.
- Obwohl die Handlung des Filmes im Mai spielt, fanden die Dreharbeiten im Oktober und November statt, weswegen man künstliche Apfelblüten herstellen und an den Bäumen befestigen musste. Aufgrund der Kälte mussten die Darsteller zwischen den Takes Eiswürfel lutschen, um zu vermeiden, dass der kondensierte Atem vor dem Mund sichtbar wird.
- Als Edward Woodward für die finale Szene in den Weidenmann gesperrt wurde, befand sich in einem Fach über ihm eine Ziege als weitere Opfergabe. Das Tier war derart verängstigt, weil es auf so engem Raum eingesperrt worden war, dass es auf Woodward urinierte.
- In der finalen Szene im Weidenmann musste der eingesperrte Edward Woodward seinen Text von riesigen Stichworttafeln ablesen. Der Dreh wurde spontan aufgrund günstiger Wetterbedingungen angesetzt, sodass Woodward keine Zeit blieb, seinen Text zu lernen.
- Obwohl Rowan Morrison eigentlich von Gerry Cowper dargestellt wurde, zeigt die Fotografie, die im Film zu sehen ist, ihre Zwillingsschwester Jackie Cowper.
- Die meisten Bewohner von Summerisle wurden nach Bäumen, Blumen oder anderen Pflanzen benannt.
- Die Beine des Weidenmannes, der im Zuge der Dreharbeiten verbrannt worden war, standen noch Jahre danach am Drehort und waren ein beliebtes Ausflugsziel für begeisterte Fans des Filmes, bis sie Ende 2006 von Unbekannten abgesägt und gestohlen worden waren.
- Eine Szene, in der Christopher Lee als Lord Summerisle einen Vortrag über Äpfel hält, gilt bis heute als verloren.
- Gerüchten zufolge wurden die Filmrollen, die die frisch aus dem Labor gekommenen Originalnegative der Langfassung von The Wicker Man enthielten, irrtümlich zusammen mit anderen ausrangierten Negativen aus dem Archiv der Shepperton Studios als Füllmaterial in die zu diesem Zeitpunkt gebaute Motorway M3 eingearbeitet.

## Popkulturelle Referenzen

### Filme
- Der britische Horrorfilm Die schwarze 13 (engl. Eye of the Devil), von 1966, kombinierte ebenfalls Folklore und Horrorelemente, die zum Teil von The Wicker Man zitiert wurden.[12]
- Filmkritiker sehen in den Filmen Kill List, Apostle und Midsommar deutliche Anleihen zu The Wicker Man.[11]
- Ende April 2012 wurde der Film zusammen mit The Wicker Tree und der Neuverfilmung gezeigt. Zu Gast waren bei der Veranstaltung im The Prince Charles Cinema auf dem London’s Leicester Square Christopher Lee, Robin Hardy und Neil LaBute.

### Musik
- Die britische Heavy-Metal-Band Iron Maiden nahm den Film als Inspiration für den Text ihres Songs The Wicker Man,[13] der auf dem im Jahr 2000 veröffentlichten Album Brave New World zu finden ist.
- Der Film verwendet das mittelenglische Lied Mirie it is while sumer ilast aus dem 13. Jahrhundert, wodurch es zu einem der international meistgespielten Stücke alter Musik wurde.[14]